# Auxon (Aube)
Auxon település Franciaországban, Aube megyében. Lakosainak száma 934 fő (2022. január 1.). Auxon Chamoy, Davrey, Eaux-Puiseaux, Ervy-le-Châtel, Maraye-en-Othe, Montigny-les-Monts és Saint-Phal községekkel határos.

## Népesség
A település népessége az elmúlt években az alábbi módon változott:
| Lakosok száma | 801  | 861  | 905  | 966  | 938  | 955  | 1005 | 1023 | 1030 | 934  |
|               | 1968 | 1982 | 1990 | 2006 | 2013 | 2015 | 2017 | 2019 | 2020 | 2022 |